# Histoire de Marseillan (Hérault)
Pour les articles homonymes, voir Marseillan.

Blason de Marseillan (Hérault)

La ville de Marseillan possède une histoire riche jalonnée par les Phocéens, Romains, Wisigoths et autres Sarrasins. Comme toutes les communes du Bas-Languedoc, elle a subi la Croisade des Albigeois et les guerres de religion.

## Les premiers habitants
La région fut en premier lieu occupée par des peuples Ibères et Ligures. Leur intégration donna naissance à une population nommée «Ligures Elisyques», ou plus simplement «Élisyques» : on a écrit qu’au Ve siècle av. J.-C., que « les Ligures Elisyques, hommes rudes et guerriers rusés, habitent notre région ». Ainsi, ils ont été les premiers habitants du territoire de Marseillan. Leurs ressources se basaient essentiellement sur la pêche.
Au Ve siècle av. J.-C., les Celtes, ayant envahi le bas Languedoc au Ve siècle av. J.-C., éliminèrent les Ligures et les Ibères. C'est vers 300 av. J.-C  que les Volques s'installèrent dans la région : Marseillan fut alors absorbé par les Volques Arecomiques basés à Nîmes.

## La période grecque
Les Grecs Phocéens fondèrent Marseille aux alentours de 600 av. J.-C. Ces Phocéens, dits Massaliotes, évoluaient par cabotage le long du golfe du Lion pour commercer avec les populations côtières. Une hypothèse voudrait qu'ils aient établi un comptoir sur la zone de Mèze/Marseillan, attirés par le calme et la facilité de mouillage de l'étang de Thau. Cette supposition pourrait être confirmée par la fondation, en 550 av. J.-C., du comptoir Αγαθή Τύχη (Agathé Tyché : la « bonne fortune »), la ville d'Agde actuelle. Une fois leur cité de base, Marseille, surpeuplée de réfugiés venus d'Ionie, ils auraient, en connaissance de son environnement favorable, choisi le comptoir de Marseillan pour s'y installer. Cette colonisation aurait eu lieu lors de la seconde vague de migration ionienne, soit vers 535 av. J.-C. Amédée Boudin, dans son Histoire de Marseille, nota de même : « Les Phocééns arrivèrent sur les bords de l'étang de Thau et fondèrent une cité : Marseillan ».
Cependant, une seconde hypothèse refuse tout rapport de Marseillan à Marseille : ce sont des Massaliotes agathois qui auraient quitté leur cité pour s'établir dans ses alentours, à Marseillan notamment ; des Agathois auraient de même pu « conseiller » aux nouveaux migrants un nouveau point de fixation proche : la zone de Marseillan.
L'influence grecque sur les populations autochtones aurait surtout été architecturale.

## L’Empire romain

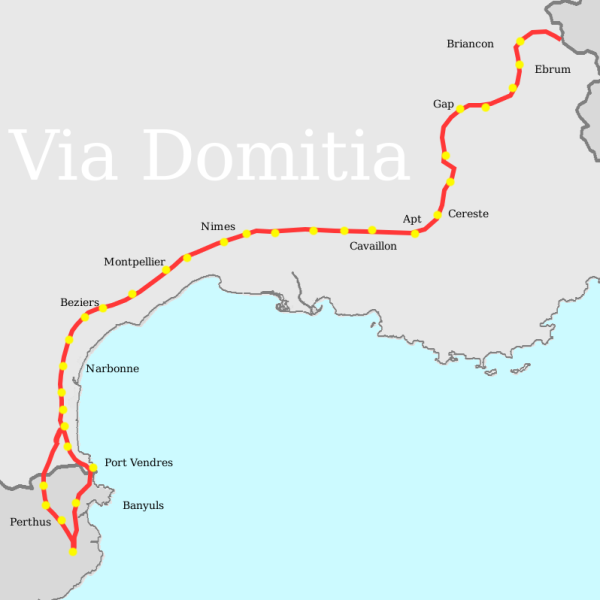
Voie domitienne

Quand les Romains envahirent la Gaule, les Volques se soumirent et la Narbonnaise Première fut créée. Restée indépendante, Marseillan devint romaine en 49 av. J.-C, sous le consul Fabius. Pour faciliter le trajet vers l'Espagne, la voie Domitienne fut mise en place.
Peu à peu, les populations locales adoptèrent les coutumes et mœurs romaines et offrirent même un soutien militaire au sein des armées de César en 52 av. J.-C. Durant la Pax Romana et jusqu'à la fin de l'Empire romain, le port de Marseillan fut prospère.

Le christianisme fait son apparition dans la Narbonnaise première au IIIe siècle.

## Les invasions
En 406, les Vandales envahirent et ravagèrent la Gaule et le bas Languedoc n'échappa pas à leur déferlement.
En 409, les Wisigoths conquirent la Narbonnaise Première : néanmoins, la région de Marseillan ayant résisté à leurs assaut, elle ne fut placée sous l'autorité des Wisigoths qu'en 476 (après la chute de l'Empire romain) et le resta pendant plus de deux siècles. C'est à cette période que fut constitué le diocèse d'Agde  (reconnu en 453). La domination wisigothe demeura cependant dans le respect des traditions et des langages gallo-romains. Elle incarna une époque prospère de la Septimanie.
En 720, les Sarrasins s'emparèrent de Narbonne et dévastèrent sur leur passage notamment Agde, Marseillan et Mèze jusqu'à Nîmes. L'occupation sarrasine fut néanmoins courte : 17 ans environ.
Charles Martel, au vu de la progression sarrasine jusqu'à Bordeaux, entra en campagne et vainquit les Maures à Poitiers en 732. Privées de leur général Abd al-Rahman ibn Abd Allah al-Rhafiqi, les armées sarrasines prirent la fuite. Néanmoins, la ville de Narbonne résistant près de sept ans à ses assauts, Charles Martel choisit la politique de la terre brûlée sur Marseillan et ses voisines. C'est seulement sous Pépin le Bref que les Sarrasins furent repoussés. Ce dernier réunit la Septimanie en 761. Néanmoins, cette protection n'empêcha pas les pillages sarrasins de la zone de Marseillan proche de la mer. C'est ainsi que des prisonniers de la côte participèrent à l'édification de la mosquée de Cordoue.

## Moyen Âge et Inquisition

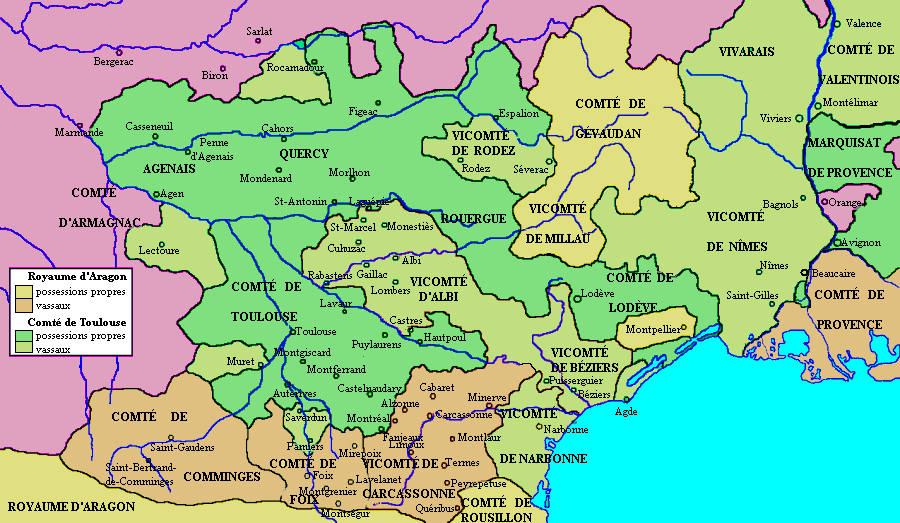
Comtés du Languedoc à la veille de la croisade des Albigeois

Marseillan devint cité seigneuriale en 850. On assista alors à d'incessantes luttes de pouvoir et d'influences entre les seigneurs et les évêques. À l'appel des croisades, Aton IV, alors seigneur, entre autres, de Marseillan, céda droits de pêche et chapelle Saint-Estève (à l'intérieur de l'église Saint-Jean-Baptiste) à l'évêque d'Agde. Ainsi, les biens de l'Église ne cessèrent de s'accroître pendant cette période.
En 1139, Raimond Ier Trencavel devint propriétaire de Marseillan, et en 1187 la seigneurie sur la ville ville passa à l’évêché d'Agde.

### L'apparition des consulats
Le premier consulat marseillanais fut mis en place en 1170.
Les consuls sont choisis la plupart du temps parmi les nobles et bourgeois qui paient des impôts fonciers et dont l'âge est supérieur à 25 ans. Ils sont élus en début d'année pour une durée d'un an et endossent leurs responsabilités le 2 février (jour de la Chandeleur, ou Purification). Leur mandat ne peut être renouvelé qu'après trois ans d'interruption et ils sont en général choisis comme successeurs par un consul en place à la fin de son mandat. Pour venir en aide au consulat, le conseil général est créé à la fin du XIVe siècle : il se compose de quatre consuls et quatre notables et prend en charge les affaires les plus importantes de la ville. Il est présidé par un représentant du roi (le viguier) et un représentant de l'évêque d'Agde (le bayle).
Le mode de fonctionnement du consulat fut changé en 1411, 1560 et en 1608 (où l'on retourna plus ou moins aux premières méthodes de nomination et d'approbation de l'évêque).

### La croisade des Albigeois
Comme bon nombre de communes du sud-ouest, Marseillan fut touchée par les troubles découlant de la croisade des Albigeois. Les troupes de Simon de Monfort, constituées de seigneurs et chevaliers principalement venus d'Île-de-France, de Normandie et de Bourgogne, ravagèrent, entre autres, Marseillan en juillet 1209.
La ville semble avoir adhéré en masse au catharisme : ainsi, en 1218, l'excommunication fut lancée sur « tous les hommes de Marseillan » par le légat du pape Honorius III.
Avec le traité de Paris, une grande partie du Languedoc fut cédée au royaume de France par Raymond VII, mettant ainsi fin à la croisade des Albigeois. Marseillan, hérétique, sort ruinée et anéantie de ces années de guerre. La nouvelle noblesse, issue des seigneurs de Simon de Monfort, vit le jour.

### La fin du Moyen Âge
Le début du XIVe siècle est marqué à Marseillan par une succession de disettes, en 1323, 1329 et 1341 par exemple. Fragile, la population fut sans défense face à la Grande Peste, en 1348 : elle dure huit mois et demi, plus de soixante pour cent des habitants sont atteints. Elle réapparaît en 1361 et 1375.

## Guerres de religion
Comme beaucoup de communes de ses alentours (voir Mèze), Marseillan fut saccagée à plusieurs reprises pendant la période trouble des guerres de religion. Cependant, elle demeura toujours catholique et le protestantisme n'y laissa aucune trace durable.
En 1563, le consulat de Marseillan obtint le droit d'administrer, seul, la cité. Avant cet événement, elle était gouvernée par l'évêque d'Agde.
Parallèlement, la commune essuya un hiver glacial qui gela les oliviers, vignes et autres arbres fruitiers. La peste noire touche à nouveau Marseillan, en 1572. Paradoxalement, c'est un essor du nombre d'habitants que l'on peut constater de 1500 à 1570. Des terres furent remises en valeur, le commerce du port restait de même toujours actif alors que, selon les témoignages réunis par Jean Fayet, les habitants faisaient « souvent la fête » et allaient « à la mer ou à la rivière ».
L'église de Marseillan, dévastée à plusieurs reprises (durant la croisade des Albigeois et en 1577 par les Protestants par exemple), fut reconstruite au début du XVIIe siècle. L'économie se releva et la croissance démographique s'affirma, soutenue par l'immigration de Morisques, vers 1609.

## La période pré-révolutionnaire
La plupart des confréries de pénitents (bleus, blancs, noirs) avaient leurs chapelles dans Marseillan lorsque celle des pénitents gris (rattachés au tiers-ordre de saint François) y est créée en 1614. Leur costume se composait d'un sac de treillis gris, leur tête était recouverte d'un capuchon en pointe de même couleur. Une corde de crins noirs et blancs entrelacés avec trois nœuds ceinturait leur taille. Ils portaient sur l'épaule gauche l'insigne de Saint-François.
Ils se rassemblaient pour discuter le matin le premier vendredi de chaque mois, l'après-midi les autres vendredis. Ils disaient l'office des Ténèbres les trois derniers jours de la Semaine Sainte. Cette confrérie était placée sous l'invocation de saint Bonaventure.
Une chapelle fut installée à l'angle des rues Vedel et Michelet. L'entrée dans l'église se fait par l'impasse Volney. Au fond de cette impasse, la porte franchie, c'est la chapelle, ou oratoire. Dans cet oratoire, aujourd'hui magasin viticole, on remarque encore l'emplacement d'un petit bénitier creusé dans le mur. À droite était la sacristie, dont les deux piliers en pierre dure, se rejoignant en ogive sont toujours debout. À gauche, en bordure de la rue Michelet, se situait la salle de réunion.
Rapidement, la confrérie recruta de nombreux pénitents et, lorsque la Révolution éclata, elle était non seulement celle qui comptait le plus de membres, mais aussi la plus riche. Comme toutes ses semblables, elle fut fermée au culte en janvier 1790. Aussitôt après elle fut utilisée par les « sociétés patriotiques » locales.
Le 30 janvier 1790, les « citoyens actifs » marseillanais s'y réunirent pour préparer les premières élections municipales, qui eurent lieu le 2 février.
La Loi du 18 avril 1792 la déclara « bien national ».
Néanmoins économiquement parlant, Marseillan reste fragile. Cette situation fut aggravée par l'augmentation des charges fiscales et une nouvelle peste en 1628 et 1629. De plus, l'apparition de la babotte (pyrale de la vigne), ou ver coquin ne fit qu'aggraver un contexte déjà délicat. Anecdote cocasse, la babotte fut, en 1704, excommuniée par une bulle du pape Clément XI et on entama un jeûne de trois jours dans tout le diocèse. L'effet escompté ne fut pas obtenu : pour pallier ces déficiences et rehausser le moral des Languedociens, de grands travaux furent projetés : le canal du Midi en est un bon témoin.
On compte de façon parallèle deux rencontres qui marquèrent Marseillan à cette même époque : le roi Louis XIII, malade et de retour de guerre contre l'Espagne, fait séjour dans les murs de la ville en juillet 1642 ; la troupe de Molière vient y jouer quelques-unes de ses comédies en 1654.
Les milices bourgeoises furent créées au début du XVIIIe siècle et, en dehors des rôles classiques qui leur sont attribués (sécurité dans les cités, par exemple), servirent réellement de troupes de réserves pour la guerre contre l'Espagne. En 1721, un corps de garde-côtes fut mis en place par l'intendant du Languedoc.
Hormis une attaque anglaise (en relation avec la guerre précédemment citée) qui ne fit que peu de dégâts, ce fut le choléra qui toucha Marseillan vers 1709. La ville essuya cette même année un hiver fort rigoureux qui entraîna la Grande Famine.
Cependant, dès 1745, la situation économique s'améliora (quelque peu) et le sacre de Louis XVI fut fêté dans toute la ville.

## Marseillan sous la Révolution française
Marseillan ne fut pas atteinte par les troubles de la Révolution durant sa première année, en 1789. Cependant, dès 1790, les changements hérités de la capitale se firent sentir : les premières élections municipales de la ville eurent lieu le 2 février de cette même année. Ainsi fut élu le premier maire de Marseillan, Jean Charles Baille d'Astier, avec 139 voix sur 209 votants.
La Fête de la Fédération fut elle aussi célébrée dans un Marseillan de plus en plus ouvert aux nouvelles idées. Cependant, à la suite des problèmes religieux engendrés par la transformation des biens du clergé en biens nationaux, la vie resta tumultueuse dans le village. La population s'opposa, par exemple, au rachat du couvent des Recollets par la commune.
Pour préparer la mise en place du cadastre, Marseillan fut divisée en dix sections en 1791.
À la suite de la vente des biens communaux, la ville put envisager de nombreux travaux tels que l'agrandissement et la restauration de l'église, ou l'agrandissement de l'hôtel de ville (en réalité, ces changements ne furent effectués qu'au milieu du XIXe siècle). Après les désordres occasionnés par la guerre (hausse des impôts, mobilisations, conflits populaires) et l'épidémie de variole d'avril 1792, la République fut proclamée le 21 septembre de la même année et un arbre de la Liberté planté devant la place couverte. Autre événement important, le registre d’état civil tenu par le maire remplaça les registres paroissiaux. Jusqu'en 1798, la ville essuya de nombreuses rixes et contestations (principalement dirigées contre la municipalité), comme l'affaire du «deuxième arbre de la Liberté» ou celle d'Henri Bonnefont (anti-républicain).

## L'Empire
Napoléon Bonaparte, arrivé au pouvoir grâce à son coup d'État du 18 brumaire, fit entrer en vigueur la Constitution du 13 décembre 1799 qui maintint la République. Première grande nouvelle pour les Marseillanais : le corps municipal, supprimé en 1793 fut remis en place et renommé conseil municipal avec la loi du 17 février 1800. La nouvelle municipalité s'empressa de prendre des mesures en vue de renflouer les finances communales et d'effectuer des travaux de remise en état du village et du port (février 1801). En février 1802, les fortifications furent démolies. Le rétablissement du culte catholique à Marseillan eut lieu en 1803 (jusqu'en 1822, le culte fut célébré dans l'église Saint-Roch).

## De l'abdication de NapoléonIerau second Empire
Après la chute de l'Empire en 1814, Louis XVIII vient au pouvoir. À Marseillan, le maire Claude Maffre (bonapartiste) est révoqué et remplacé par le royaliste Banq-Mainy (qui démissionna en 1826). Louis XVIII meurt en 1824 et Charles X lui succède. Durant l'hiver 1829-1830, une indemnité de chômage est accordée aux habitants que la rigueur de la saison empêchait de travailler.
Charles X abdique à la suite des Trois Glorieuses et est remplacé au pouvoir par Louis-Philippe Ier et la monarchie de Juillet. Le mois de février 1831 est marqué à Marseillan par la création d'une école publique et d'une classe gratuite d'enseignement mutuel financée par les dons des habitants. Une école de filles dirigée par les sœurs de Saint-Maur est créée en 1819.
À la proclamation de la deuxième République, un nouvel arbre de la Liberté est planté. Une épidémie de choléra se déclare en septembre 1849, elle est enrayée en trois mois grâce à des mesures d'hygiène mais coûte la vie à soixante habitants de la commune. Durant le mandat de Lucien Baille, des efforts sur les plans urbain et social furent fournis (ils restèrent, pour le dernier point, au stade de simple projet car le maire fut remplacé en 1851). Cependant, Françoise Bourgeois, qui s'était consacrée aux malades du choléra, reçut une rente annuelle de cent cinquante francs jusqu'à sa mort.
Le coup d'État du 2 décembre 1851 souleva Marseillan devenue fortement républicaine : ainsi, elle fut occupée par des hommes de troupe pendant plusieurs mois. Des Marseillanais participèrent même à la tentative d'attaque de la sous-préfecture de Béziers, et certains furent proscrits, exilés en Algérie entre autres.
C'est en 1866 que parut la première histoire de Marseillan, Histoire ancienne et moderne de Marseillan, rédigée par Antoine Bartro.

## Troisième république et début duXXesiècle

### Fin duXIXesiècle
La troisième République fut proclamée en 1870, à la suite des échecs de l'armée française pendant la guerre franco-prussienne de 1870. Marseillan fournit une compagnie de gardes mobiles et, ses habitants offrirent une des deux cloches du clocher dans le but de confectionner des canons après fonte (elle fut remplacée en 1877). Malgré ces efforts, la France fut vaincue : les troupes regagnèrent Marseillan le 24 juillet 1871.
Le phylloxéra qui atteignit la commune en février 1876 ne fit qu'aggraver le climat de tension occasionné par les troubles au sein du conseil municipal (mésentente entre le maire et ses conseillers). Les vignes ne résistèrent pas et il fallut attendre 1881 pour qu'une prospérité relative soit ramenée sur les terres de Marseillan grâce à une greffe pratiquée sur des plans américains (immunisés contre le fléau).
Malgré les fortes dissensions qui règnent dans le conseil municipal, le maire Jean Bertouy, élu en 1886, mit tous les atouts de son côté pour redynamiser la ville : une école publique de garçons fut inaugurée en octobre 1888 (l'école des filles ne vit le jour qu'en mars 1903), la construction d'un tramway à vapeur entre Agde et Marseillan proposée en 1889 et le cimetière Neuf (actuel) agrandi en octobre 1893.

### La révolte des vignerons de 1907
C'est en 1904 que les ouvriers et pêcheurs commencèrent à se regrouper en syndicats et se mirent en grève pour la première fois. Néanmoins, ils furent contraints à reprendre le travail sans compensations, par manque d'organisation.
Durant la crise vinicole de 1907, les Marseillanais se mobilisèrent derrière Marcelin Albert, dit le Rédempteur. Lors du rassemblement du 12 mai à Béziers, on compte 1000 Marseillanais parmi les cent cinquante mille manifestants.
Si le moral de la ville restait au plus bas après les difficultés de 1907 (en plus de la crise, les orages ravagèrent la récolte d'octobre), Pauline Bouisson, une riche habitante, décida à sa mort de léguer cinquante mille francs à la municipalité pour la construction d'un « asile de vieillards ». Ainsi, on rebaptisa le Boulevard du Jeu de Ballon, Boulevard Pauline Bouisson.

## La Grande Guerre
Dès le départ des hommes marseillanais en 1914, le conseil municipal octroya un fonds de subvention de dix mille francs aux familles privées de ressources. Il décida aussi d'acheter lui-même la farine nécessaire à la survie des habitants (les moulins d'Agde ayant fermé leurs portes le 28 août) et mit en œuvre les moyens possibles à l'accueil des habitants en exode.
Un hôpital fut ouvert en juillet 1915 et permit aux femmes de soigner les blessés bénévolement.
C'est pendant la grande guerre que le général Roques, originaire de Marseillan, commanda la Ire armée française et reçut la Grand-Croix de la Légion d'honneur le 21 février 1916.
À la signature de l'armistice, c'est la liesse dans Marseillan, «Les gens crient, pleurent, s'embrassent, même s'ils ne se connaissent pas. C'est une heure grandiose et inoubliable» . Dans l'entre-deux-guerres, le chômage augmenta et les tensions se poursuivirent. Le poète marseillanais Maffre de Baugé mourut en juillet 1928.

## La Seconde Guerre mondiale
Marseillan accueillit près de mille réfugiés, belges pour la plupart, au début de la guerre. Mais la ville manquait de nourriture, étant donné sa production exclusivement vinicole : la municipalité tenta de mettre en place des potagers collectifs.
En mars 1944, les Allemands firent évacuer les habitants des Onglous en vue de la construction de casemates. Ils mobilisèrent également la main d'œuvre marseillanaise pour la construction d'un canal anti-char dans le grau de Pisse-Saumes, appelé à la fin de la guerre "canal des Allemands". Ils n'eurent néanmoins pas le temps de le terminer, mais l'idée de raccordement entre l'étang de Thau et la mer fut reprise plus tard par la municipalité (création de parcs d'élevage de moules, accès facile à la mer depuis le port...).
Le 22 août 1944, Marseillan est libérée.

## De l'après-guerre à nos jours
Le chômage resta une plaie permanente après-guerre et jusqu'à la fin des années 1950. En juin 1958, la région est dévastée par des inondations, qui détruisent les vignes et causent même des noyades.
Cependant, la modernisation se poursuivit avec l'installation du chauffage central dans les écoles en 1959 et la création d'une école maternelle en 1962.